# Dimitri de Rostov
Dimitri de Rostov, parfois latinisé en Démétrius ou Démètre de Rostov (né en 1651 à Makariv, dans le gouvernement de Kiev, et décédé en 1709 à Rostov Veliki), higoumène (abbé) en Ukraine puis métropolite de Rostov a été le principal opposant des réformes césaropapistes de Théophane Prokopovitch.
Reconnu saint par l'Église orthodoxe russe, il est fêté le 21 novembre ou localement le 28 octobre.

## Œuvres
- Vies des saints, 1689-1705. Cette œuvre est restée très populaire dans le monde orthodoxe. Elles empruntent à des sources très diverses, notamment catholiques, recensées par Georges Florovsky : L Surius, Vitae sanctorum Orientes et Occidentes, 1573-1586 (inspirées elles-mêmes par les Vies de Syméon Métaphraste); Acta sanctorum (un recueil bollandiste);Les Annales du cardinal Baronius; les Vies de saints de Piotr Skarga[2].
- Rotsysk o raskolnitseï brynskoï vere (« Recherche sur la fausse foi schismatique »). Georges Florovsky dit à ce propos : « Il ne comprit rien aux particularités de la vie ecclésiale russe et appréhenda le Schisme (raskol) comme le simple résultat de l'inculture populaire »[3].
- Homélies
- Drames

## Hommage
- Église Saint-Dimitri-de-Rostov (Rostov-sur-le-Don)
- Forteresse Saint-Dimitri-de-Rostov